# Pentafluorbenzol
Pentafluorbenzol ist ein mit fünf Fluoratomen substituiertes Benzol und eine Flüssigkeit mit einem Schmelzpunkt von −47,4 °C. Im Vergleich mit den Tetrafluorbenzolen ist der Schmelzpunkt aufgrund der niedrigeren Symmetrie niedriger als der von 1,2,4,5-Tetrafluorbenzol mit 3,88 °C. Der höhere Substitutionsgrad gegenüber den anderen beiden Isomeren fällt hier allerdings nicht ins Gewicht. Zu deren Schmelzpunkten von −42 °C und −46,25 °C besteht nur ein geringer Unterschied. Bemerkenswerter sind die geringen Unterschiede der Schmelz- und Siedepunkte zu seinem Substitutionsinversen, dem Fluorbenzol (−42 °C bzw. 85 °C).